# Aloe descoingsii x aristata
Aloe descoingsii x aristata é uma espécie de liliopsida do gênero Aloe, pertencente à família Asphodelaceae.